# Ramona Rey 3
Ramona Rey 3 – trzeci studyjny album polskiej wokalistki Ramony Rey.

## Lista utworów
Źródło.
1. "U-u" – 0:42
2. "Wyo-s-t-rz" – 5:04
3. "Bez pytań" – 3:10
4. "High" – 4:03
5. "Na moście" – 2:23
6. "Imiona" – 3:06
7. "Ślady" – 4:01
8. "Ale" – 0:33
9. "Selekcjonuj" – 3:40
10. "Poza zasięgiem" – 3:38
11. "Na dole" – 4:02
12. "Nieprawda" – 2:16
13. "Kusiciel" – 3:29
14. "Wołają mnie" – 3:34

## Twórcy
Na podstawie informacji zapisanych na okładce albumu:
- Ramona Rey - teksty, wokal prowadzący, wokal wspierający
- Tel Arana - muzyka, instrumenty, wokal wspierający
- david - wokal wspierający (4)
- ayuna,iwona,adrian - wokal wspierający (10)
- Natalia Lokotetskaya - zdjęcia
- Paweł Wroniszewski - okładka